# Corallus batesii
Corallus batesii — вид змій родини удавових.

## Класифікація
Вид описаний у 1860 році Едвардом Греєм у статті "Description of a new genus of Boidae discovered by Mr. Bates on the Upper Amazon". Названий на честь англійського натуралістів Генрі Волтера Бейтса, автора знахідки. Вид віднесли до роду Chrysenis, повна назва Chrysenis batesi GRAY 1860. 
Пізніше Буланже відніс удава до виду Удав собакоголовий (Corallus caninus). Так було до 2009 року, коли Corallus batesii (GRAY, 1860) знову став самостійним і незалежним видом завдяки Роберту Гендерсену і його праці, що заснована на 192 знахідках удавів.

## Поширення
Мешкає у тропічних лісах Бразилії, Болівії, Колумбії, Перу та Еквадору на висоті до 1000 м над рівнем моря.

## Опис
Тіло смарагдового, зеленого, зрідка чорнуватого забарвлення з білим малюнком на спині, до 3 м завдовжки. Молодь оранжевого кольору з білим малюнком; відрізняється від Corallus caninus великим числом щитків на голові і наявністю поздовжньої білої смуги у більшості особин.